# Пять тысяч рублей (Беларусь)
Пять ты́сяч рубле́й (бел. Пяць тысяч рублёў) — номинал банкноты, использовавшейся в Беларуси с 1994 по 2017 год, а также памятных монет, выпускавшихся в 2013 и 2014 годах.

## История
Первая 5000-рублёвая банкнота в Беларуси была введена в обращение 7 апреля 1994 года. 16 сентября 1998 года в обращение была введена обновлённая банкнота достоинством в 5000 рублей, которая являлась законным платежным средством наравне с 5000 рублей образца 1992 года. Обе банкноты выведены из обращения 1 января 2001 года. 1 января 2000 года была введена новая банкнота достоинством в 5000 рублей, соответствующая 5 000 000 рублей образца 1999 года. Выведена из обращения 1 декабря 2017 года.

## Характеристика

### 5000 рублей 1992 года
На лицевой стороне изображено Троицкое предместье. Под изображением полукругом помещена надпись «ПЯЦЬ ТЫСЯЧ РУБЛЁЎ», а в правом верхнем углу цифровое обозначение номинала — «5000». Слева от изображения в узорном орнаменте размещено крупное цифровое обозначение номинала, а над ним — номер и серия банкноты, который также дублируется в правом нижнем углу. Слева вверху изображён специальный узорный элемент. В нижней части банкноты проходит узорная кайма, обрамлённая защитными надписями в 3 строки сверху и снизу «РЭСПУБЛІКАБЕЛАРУСЬ», выполненными мелким шрифтом.
На оборотной стороне в узорном орнаменте помещён герб Погоня, слева и справа от которого изображены цифровые обозначения номинала. В верхней части банкноты через всё поле проходит узорная кайма, в нижней части проходят две узорные каймы, между которыми размещается надпись «РАЗЛІКОВЫ БІЛЕТ НАЦЫЯНАЛЬНАГА БАНКА БЕЛАРУСІ». В правой нижней части обозначен год — «1992». В верхней правой части надпись мелкими буквами «ПАДРОБКА РАЗЛІКОВЫХ БІЛЕТАЎ НАЦЫЯНАЛЬНАГА БАНКА БЕЛАРУСІ ПРАСЛЕДУЕЦЦА ПА ЗАКОНУ».

### 5000 рублей 1998 года
На лицевой стороне изображено Троицкое предместье. Под изображением полукругом помещена надпись «ПЯЦЬ ТЫСЯЧ РУБЛЁЎ», а в правом верхнем углу цифровое обозначение номинала — «5000». Слева от изображения в узорном орнаменте размещено крупное цифровое обозначение номинала. Слева вверху изображён специальный узорный элемент. В нижней части банкноты проходит узорная кайма, обрамлённая защитными надписями в 3 строки сверху и снизу «РЭСПУБЛІКАБЕЛАРУСЬ», выполненными мелким шрифтом, а поверх каймы напечатаны номер и серия банкноты.
На оборотной стороне в узорном орнаменте помещено цифровое обозначение номинала — «5000». В верхней части банкноты через всё поле проходит узорная кайма, в нижней части проходят две узорные каймы, между которыми размещается надпись «РАЗЛІКОВЫ БІЛЕТ НАЦЫЯНАЛЬНАГА БАНКА БЕЛАРУСІ». В правой нижней части обозначен год — «1998». В верхней правой части надпись мелкими буквами «ПАДРОБКА РАЗЛІКОВЫХ БІЛЕТАЎ НАЦЫЯНАЛЬНАГА БАНКА БЕЛАРУСІ ПРАСЛЕДУЕЦЦА ПА ЗАКОНУ».

### 5000 рублей 2000 года
На лицевой стороне изображено здание Дворца спорта в Минске с подписью «МІНСК. ПАЛАЦ СПОРТУ». Слева и справа от изображения помещены графические знаки защиты. В верхней части поля банкноты проходит орнаментальная полоса, в которой помещена надпись «БІЛЕТ НАЦЫЯНАЛЬНАГА БАНКА РЭСПУБЛІКІ БЕЛАРУСЬ», а снизу прилегает защитный микротекст из повторяющейся аббревиатуры «НБРБ», в правой верхней части банкноты на фоне орнаментальной полосы помещена большая аббревиатура «НБРБ». Номинал обозначен цифрами в левой части банкноты, внутри виньетки справа сверху относительно центрального изображения, и словами «ПЯЦЬ ТЫСЯЧ РУБЛЁЎ» под изображением музея. В нижней части проходит узорная кайма, к которой сверху прилегает микротекст из повторяющихся чисел «5000», в правом нижнем углу банкноты внутри виньетки помещено обозначение года «2000».
На оборотной стороне изображён спортивный комплекс «Раубичи» с подписью «СПАРТЫЎНЫ КОМПЛЕКС „РАЎБІЧЫ“». По бокам от этого изображения размещены графические защитные элементы. Расположение защитных микротекстов на этой стороне такое же, как и на лицевой стороне. В верхней части номинал указан словами «ПЯЦЬ ТЫСЯЧ РУБЛЁЎ», под центральным изображением размещено крупное число «5000», обозначающее номинал. Серия и номер банкноты размещены вверху справа и внизу слева поля банкноты. В левом верхнем углу надпись: «ПАДРОБКА БІЛЕТАЎ НАЦЫЯНАЛЬНАГА БАНКА РЭСПУБЛІКІ БЕЛАРУСЬ ПРАСЛЕДУЕЦЦА ПА ЗАКОНУ».

## Памятные монеты и банкноты

### Монеты
В обращении также ходят памятные монеты и банкноты номиналом в пять тысяч рублей. В данной таблице представлены монеты серии «Преподобный Сергий игумен Радонежский» (золотая монета) и «Святитель Николай Мир Ликийских Чудотворец» (золотая монета). Также здесь представлена памятная банкнота в 5000 рублей серии «Миллениум», которые являются платежным средством в Беларуси.
| Серия                                      | Дата выпуска     | Тираж  | Монетный двор           | Описание монеты | Описание монеты | Изображение | Изображение |
| Серия                                      | Дата выпуска     | Тираж  | Монетный двор           | Аверс | Реверс | Аверс       | Реверс      |
| ------------------------------------------ | ---------------- | ------ | ----------------------- | --- | --- | ----------- | ----------- |
| Святитель Николай Мир Ликийских Чудотворец | 18 сентября 2013 | 77 шт. | Литовский монетный двор | Герб Республики Беларусь, по кругу герба надпись «РЭСПУБЛІКА БЕЛАРУСЬ» в центре монет на фоне моря и земли – исполненные золотом и сопровождающиеся пояснительными надписями изображения сцен жития святителя Николая Чудотворца. Внизу монет – год чеканки, проба сплава и номинал «5000 РУБЛЁЎ».                           | Образ Николая Чудотворца, обрамленный орнаментом. Внизу надпись «СВЯТИТЕЛЬ НИКОЛАЙ МИР ЛИКИЙСКИХ ЧУДОТВОРЕЦ».                                                                    |             |             |
| Преподобный Сергий игумен Радонежский      | 15 августа 2014  | 77 шт. | Литовский монетный двор | Герб Беларуси, над ним по кругу надпись «РЭСПУБЛІКА БЕЛАРУСЬ». По всей монете на фоне неба и птиц — покрытые золотом и сопровождающиеся пояснительными надписями изображения сцен жития Преподобного Сергия Радонежского. Внизу монеты по кругу надписи: справа — проба сплава и год чеканки, слева — номинал «5000 РУБЛЁЎ». | Изображение Преподобного Сергия игумена Радонежского. По кругу — орнамент, применяемый в иконографии, со вставками из жемчуга и надпись «ПРЕПОДОБНЫЙ СЕРГИЙ ИГУМЕН РАДОНЕЖСКИЙ». |             |             |

### Банкноты
| Серия     | Дата выпуска   | Тираж     | Описание банкноты       | Описание банкноты                                                                               | Изображение     | Изображение       |
| Серия     | Дата выпуска   | Тираж     | Лицевая сторона         | Оборотная сторона                                                                               | Лицевая сторона | Оборотная сторона |
| --------- | -------------- | --------- | ----------------------- | ----------------------------------------------------------------------------------------------- | --------------- | ----------------- |
| Миллениум | 1 октября 2001 | 2500 экз. | Дворец спорта в Минске. | Спортивный комплекс «Раубичи» и отличительный знак — слово на поле водяного знака «MILLENNIUM». |                 |                   |